# Museu Parada Leitão
O Museu Parada Leitão é um museu com um valioso acervo de instrumentos científicos do século XIX localizado no Porto, em Portugal, instalado no Instituto Superior de Engenharia do Porto.

## Caracterização
O Museu Parada Leitão tem como missão reunir espólio para fins de estudo, investigação e divulgação da história do ensino técnico e da tecnologia, das engenharias, da indústria e outras temáticas com estas relacionadas. Assim sendo pretende:
- Coleccionar, conservar, comunicar e expor uma colecção;
- Ter um papel activo na vida cultural portuense, integrando o espaço no circuito turístico da cidade;
- Promover a ciência e o património museológico do ISEP junto da comunidade através de uma política de excelência de acolhimento e de programação;
- Ensinar a importância das antigas descobertas no mundo civilizado de hoje;
- Divulgar o estudo das ciências da engenharia, mostrando como se fez ontem, o que se faz hoje e projectando, sempre que possível, o futuro;
- Promover parcerias com diversos sectores da sociedade e estabelecer intercâmbios com outros museus, trocando experiências e informações sobre as matérias abrangidas pela nossa colecção;

Actualmente, o Museu Parada Leitão está instalado no Instituto Superior de Engenharia do Porto, ocupando o piso -1 do Edifício C, também denominado edifício de Geotecnia e Civil.
Grande parte do acervo museológico veio dos laboratórios e gabinetes do ISEP e estende-se a quase todas as áreas da engenharia leccionadas neste estabelecimento: da física à electrotecnia, da matemática à mecânica, da engenharia química à civil, das minas à metalurgia, sem esquecer a copiosa colecção de mineralogia.
Para além dos objectos, o Museu Parada Leitão possui um considerável espólio bibliográfico, onde podemos encontrar grandes obras de referência como a enciclopédia de Diderot e Alembert, um precioso livro de física de Musschenbroeck ou um livro de arquitectura de Leon Battista Alberti. 
Começou por ser um espaço de reserva visitável, onde as colecções podiam ser vistas sem nenhum percurso expositivo ou informações associadas. O objectivo era essencialmente o acesso físico ao espólio museológico do ISEP. Paulatinamente este espaço tem vindo a ser melhorado, de forma a transformar a reserva visitável num espaço museológico com áreas de acolhimento, de exposição, de serviços educativos e reservas.
Aqui as peças podem ser apreciadas individualmente, ou como parte de um conjunto, devidamente contextualizado dentro das colecções, na dinâmica do museu ou mesmo na cidade do Porto. Simultaneamente, está a decorrer o planeamento e desenvolvimento do programa arquitectónico, a cargo do arquitecto Pedro Borges Araújo, para o novo espaço museológico onde será integrada a colecção: o edifício na Rua do Breiner onde funcionou o Instituto Industrial do Porto entre 1933-1967. Este é constituído por um antigo palacete oitocentista e nele serão instaladas quadro grandes áreas: acolhimento, serviços técnicos, administração e gestão e divulgação (exposição e serviços educativos).

## História
A existência de uma unidade museológica na escola não é uma ideia recente. A vontade de reunir testemunhos de evoluções técnicas e didácticas foi sempre uma constante entre professores e funcionários da instituição. 
Com uma missão e objectivos diferentes dos actuais não deixa de ser importante para o entendimento do que era a museologia no século XIX.
A sua ligação ao Instituto Superior de Engenharia do Porto e começa em 1852 com a publicação do decreto ministerial que cria a Escola Industrial do Porto. Vocacionada, desde o início, para o novo ensino industrial que estava a surgir no nosso país, a instituição foi adquirindo para os seus laboratórios e gabinetes, à época designados por estabelecimentos auxiliares de ensino, material científico essencial para esse tipo de ensino de base experimental. Fruto disso, chegou até aos nossos dias uma preciosa colecção de instrumentos e modelos científico-didácticos que demonstram, de forma clara, a evolução científica e técnica no ensino experimental desde a criação da Escola Industrial.
Oficialmente, só em 1864 foi criado um museu na escola, o Museu Tecnológico, que compreendia, por um lado, modelos, desenhos, instrumentos, diferentes produtos e materiais e todo o tipo de objectos ilustrativos do ensino industrial e, por outro, instrumentos relativos à indústria, modelos, desenhos e outros objectos que não fossem necessários nos restantes estabelecimentos. O Museu Tecnológico existiu durante todo o século XIX e inícios do XX.
Durante o século XIX surgiram vários museus na cidade do Porto que, pela sua importância e dimensão, são ainda hoje uma referência para os museus actuais. Um deles foi o Museu Industrial e Comercial do Porto, criado por decreto de 1883, directamente ligado ao ensino industrial, com a finalidade de adquirir e expor ao público colecções de produtos e matérias-primas, acompanhados de esclarecimentos suficientes acerca da sua origem, nome de fabricante ou comerciante, preço no local da produção, despesas de transporte, mercados de consumo e todas as informações que pudessem dar a ideia do seu valor e aplicação. Foi inaugurado em 1886 e ficou instalado no Círco Olímpico do Palácio de Cristal, tendo como seu conservador Joaquim de Vasconcelos. Foi, no entanto, extinto em 1899 por estar longe de satisfazer os intuitos para que fora criado, que supunham uma exposição permanente de artigos industriais e matérias-primas correspondentes, constituindo-se como um subsídio ao ensino das escolas industriais. 
Contudo, apesar de estar fechado, conservava ainda quase todo o seu espólio em 1914 e, face a isso, foi decretado que os objectos ali existentes passassem para a tutela do Instituto Industrial do Porto, constituindo um Museu na escola mas que pudesse ser igualmente aproveitado por outras escolas. No entanto, tal transferência nunca se efectivou.
Aquando da extinção oficial do Museu Industrial e Comercial do Porto foi criada a Comissão Superior de Exposições, à qual competia: organizar, alternadamente e de acordo com as associações respectivas, exposições anuais agrícolas e industriais, em Lisboa e no Porto, de modo que, para cada especialidade, se reproduzissem em períodos de quatro anos, em cada uma das cidades; organizar, excepcionalmente, exposições agrícolas ou industriais, em qualquer terra do reino; superintender na organização das exposições agrícolas ou industriais, ou mistas, que se realizassem quer no país, quer no estrangeiro. Esta comissão nunca chegou efectivamente a funcionar.
A dissolução deste tipo de instituições associadas ao ensino industrial não esvaneceu a ideia de conservar ou mesmo de expor, não já os produtos da indústria e do comércio mas sim os instrumentos científicos dos laboratórios e gabinetes.
Em 1998, devido a este desejo antigo de reunir e expor a colecção, nasce o Museu Parada Leitão, instalado provisoriamente no Instituto Superior de Engenharia do Porto, passando a ser uma unidade da Fundação Instituto Politécnico do Porto em 2004. O seu nome é uma homenagem a José Parada Leitão, primeiro director da Escola Industrial do Porto e lente de Física na instituição.